# Klassische Archäologie

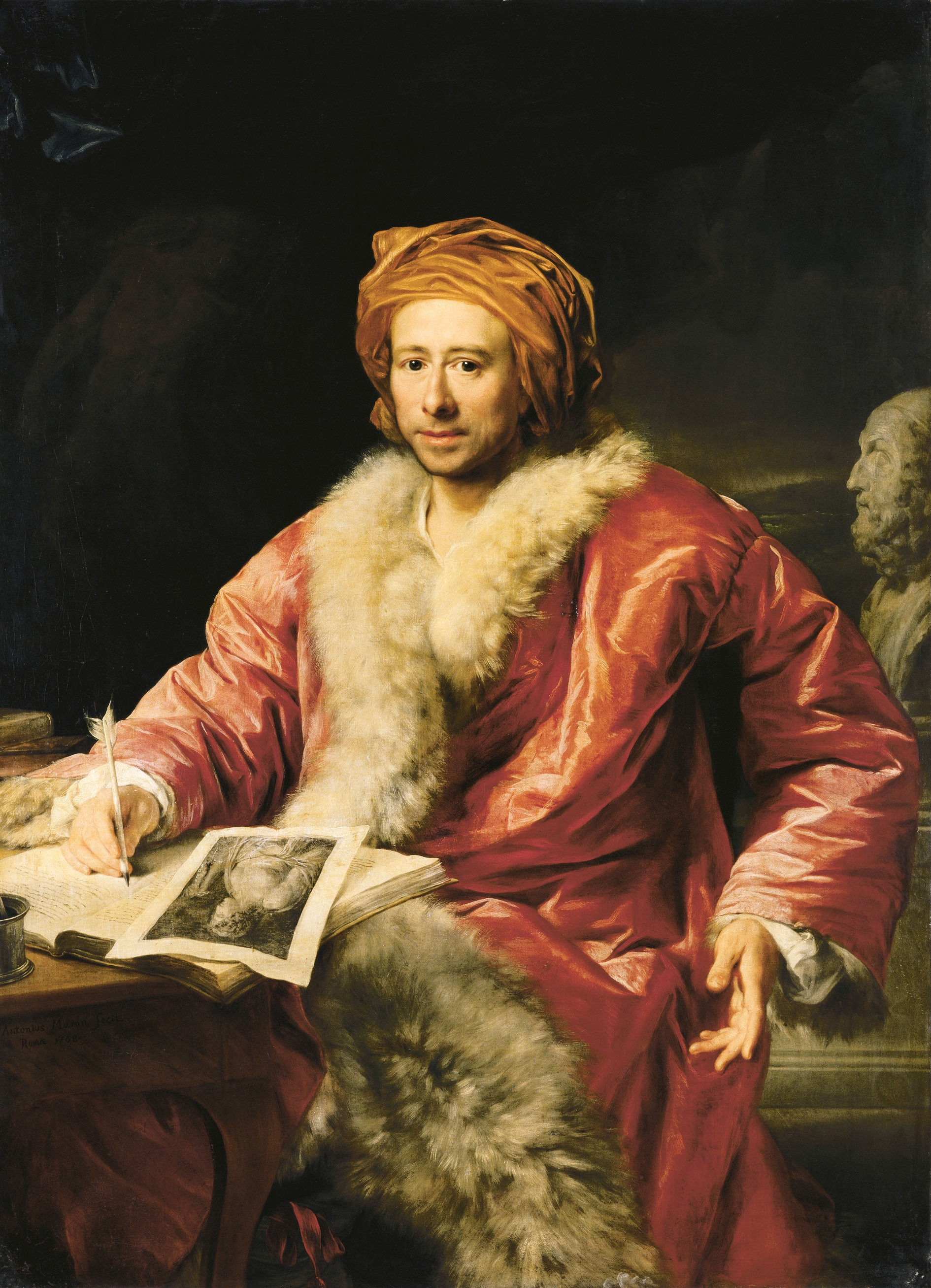
Johann Joachim Winckelmann, Begründer der Klassischen Archäologie; Porträt von Anton von Maron, 1768

Die Klassische Archäologie ist eine Spezialrichtung der Archäologie und eine altertumswissenschaftliche Disziplin, die sich mit den materiellen Hinterlassenschaften der antiken Kulturen des Mittelmeerraumes, vor allem der Griechen und Römer, befasst.

## Beschreibung
Archäologie mit einem rein antiquarischen Interesse gab es bereits zur Zeit des Renaissance-Humanismus. Bedeutende Vertreter sind Flavio Biondo und Poggio Bracciolini. Cyriacus von Ancona (um 1391– um 1455), ein italienischer Kaufmann und Humanist, gilt als einer der Gründungsväter der modernen Klassischen Archäologie. Zeitgenossen und spätere Klassische Archäologen bezeichneten Cyriacus von Ancona auch als den Vater der Archäologie." Als Begründer der Klassischen Archäologie in einem kunst- und kulturgeschichtlichen Sinne gilt Johann Joachim Winckelmann.
Sie behandelt den Zeitraum von der späten Bronzezeit (mykenische Kultur) bis ins ausgehende 6. Jahrhundert nach Christus, wobei die Archäologie in den letzten Jahrzehnten gerade in Hinblick auf die Spätantike und die sogenannten griechischen Dunklen Jahrhunderte erheblichen Anteil an den Forschungsfortschritten hatte. Die Übergänge zu Ur- und Frühgeschichte auf der einen und frühchristlicher Archäologie auf der anderen Seite sind fließend. Stand bei Winckelmann und seinen ersten Nachfolgern noch klar ein wertender, klassizistischer Ansatz im Mittelpunkt, so ist die Archäologie mittlerweile in der Regel von einer neutraleren Herangehensweise an die Antike geprägt, die sich von der einstigen Suche nach ästhetischen und moralischen Vorbildern gelöst hat. Zugleich wurden historische Fragestellungen wichtiger für das Fach.
Klassische Archäologie besteht heute zum einen aus Bibliotheksrecherche, die einen nicht zu verachtenden Anteil an der Arbeit der Archäologen hat, und dem Auswerten des bereits gefundenen Materials sowie der archäologischen Feldarbeit. Da die Archäologie sich im Unterschied zur Alten Geschichte kaum mit schriftlichen Quellen, sondern primär mit materiellen Hinterlassenschaften der Epoche befasst, stehen diese im Zentrum der Forschung. Es kann sich dabei um Gebäudereste, Gegenstände des Alltags, Waffen, ja sogar um Abfälle handeln. Alles, was dem Archäologen Aufschluss über die Lebensweise der Antike gibt, ist von Bedeutung.
Einen großen Teil machen dabei kunsthistorisch relevante Gegenstände aus, wie Statuen, Bronzen, Vasen, Architekturen oder deren Überreste usw. Das führt dazu, dass die Klassische Archäologie bis heute in einem hohen, von manchen als zu hoch empfundenen Maße antike Kunstgeschichte betreibt. Dabei kommt es auch zu Rekonstruktionen, etwa der farbigen Bemalung der Marmorskulpturen des antiken Griechenlands, wie sie erstmals ab Ende 2003 in der Ausstellung Bunte Götter in der Glyptothek in München zu sehen war.
Im übrigen sollten zwischen der Klassischen Archäologie und der Alten Geschichte sowie der Ur- und Frühgeschichte zahlreiche Berührungspunkte bestehen, da diese Fächer vielfach auf die Ergebnisse der jeweils anderen Disziplin zurückgreifen müssen: Materielle (Archäologie) und schriftliche (Alte Geschichte) Evidenz sind oft nicht unabhängig voneinander auszuwerten. Zu bedenken ist dabei stets, dass materielle Hinterlassenschaften ebenso wie Texte nicht für sich selbst sprechen, sondern der Interpretation bedürfen. Eine enge fächerübergreifende Kooperation wird jedoch bislang eher selten realisiert – zum Nachteil der Wissenschaft, da die methodische Herangehensweise an die Antike gerade bei Althistorikern und Archäologen oft unterschiedlich ist und die Forscher die Quellen und Ergebnisse der jeweils anderen Disziplin daher mitunter falsch einordnen. Auch der Umstand, dass nicht wenige Gelehrte während der Ausbildung beide Fächer studieren, konnte daran bisher wenig ändern.

## Studium
Klassische Archäologie zählt in Deutschland zu den kleinen Fächern und kann derzeit an 29 Standorten studiert werden.

### Einführungen
- Balbina Bäbler: Archäologie und Chronologie. Eine Einführung (Einführung: Archäologie). Wissenschaftliche Buchgesellschaft, Darmstadt 2004 (Überblick über die Methoden und Grundzüge der Chronologie).
- Johannes Bergemann: Orientierung Archäologie – was sie kann, was sie will. Rowohlt-Taschenbuch-Verlag, Reinbek bei Hamburg 2000, ISBN 3-499-55612-X (Schwerpunkte auf Studienorganisation, Methoden und Forschungsgeschichte).
- Adolf H. Borbein, Tonio Hölscher, Paul Zanker (Hrsg.): Klassische Archäologie. Eine Einführung. Reimer, Berlin 2000, ISBN 3-496-02645-6 (Essaysammlung zu Themen und Fachrichtungen der Klassischen Archäologie).
- Tonio Hölscher (Hrsg.): Klassische Archäologie. Grundwissen. Theiss, Stuttgart 2002, ISBN 3-8062-1653-3 (Fokus auf handbuchartiger, thematisch gegliederter Vermittlung des fachlichen Grundlagenwissens).
- Franziska Lang: Klassische Archäologie – eine Einführung in Methode, Theorie und Praxis. Francke, Tübingen 2002, ISBN 3-8252-1991-7 (Schwerpunkt auf Theorien und Methoden des Faches).
- Ralf von den Hoff: Einführung in die Klassische Archäologie. Beck, München 2019, ISBN 978-3-406-72728-3 (Einführung in die Erforschung der griechisch-römischen Kunst anhand von Fallbeispielen; siehe Rezension in den Bonner Jahrbüchern).
- Ulrich Sinn: Einführung in die klassische Archäologie. Beck, München 2000, ISBN 3-406-45401-1 (Einführung anhand von Fallbeispielen mit einem Schwerpunkt auf der Kunstgeschichte).

### Geschichte
- Nancy de Grummond (Hrsg.): An Encyclopedia of the History of Classical Archaeology. 2 Bände, Greenwood 1996, ISBN 978-0-313-30204-6, ISBN 978-0-313-30205-3.

### Zeitschriften
deutschsprachige
- Antike Kunst. hrsg. von der Vereinigung der Freunde antiker Kunst (Basel), seit 1958, Band 53 erschien 2010 (mit Beiheften)
- Archäologischer Anzeiger. (AA)
- Jahrbuch des Deutschen Archäologischen Instituts. (JdI)
- Jahreshefte des Österreichischen Archäologischen Instituts. (ÖJh)
- Mitteilungen des Deutschen Archäologischen Instituts, Athenische Abteilung. (AM)
- Mitteilungen des Deutschen Archäologischen Instituts, Römische Abteilung. (RM)

englischsprachige
- American Journal of Archaeology. (AJA)
- Hesperia. Journal of the American School of Classical Studies at Athens. (Hesperia)
- Journal of Roman Archaeology. (JRA)
- Papers of the British School at Rome. (BSR)
- The Annual of the British School at Athens. (BSA)

französischsprachige
- Bulletin de correspondance hellénique. (BCH)
- Mélanges de l'Ecole française de Rome. Antiquité. (MEFRA)
- Revue archéologique. (RA)

italienischsprachige
- Annuario della Scuola archeologica di Atene e delle missioni italiane in Oriente. (ASAtene)
- Archeologia classica. (ArchCl)
- Studi etruschi. (StEtr)